# Dendrobium podocarpifolium
Dendrobium podocarpifolium är en orkidéart som beskrevs av Rudolf Schlechter.
Dendrobium podocarpifolium ingår i släktet Dendrobium och familjen orkidéer. Inga underarter finns listade i Catalogue of Life.